# 宗論 (狂言)
宗論（しゅうろん）は狂言の曲目のひとつ。出家狂言に分類される。
歌舞伎演目『連獅子』の型の一つに間狂言としてこれを演じるものがある。

## 登場人物
- シテ：浄土僧
- アド：法華僧
- 小アド：宿主

## あらすじ
京都・六条本国寺の法華僧は甲斐国・身延山への参詣の帰途。旅の道連れを求めて待っていると一人の僧と出会い、同道することに。しかしその僧は信濃国・善光寺へ参詣して京に戻る途中の東山黒谷の浄土僧で、相手が犬猿の仲である法華宗の僧だと気づいた浄土僧は宗論で法華僧をやり込めようとする。
理由を付けて別れようとする法華僧に対して離れようとしない浄土僧。先に宿に入った法華僧を追ってきた浄土僧は宿主に「同道者である」と言って同じ部屋に通され、宗論となるが決着がつかない。翌朝、勤行を始めた二人はそれぞれ念仏と題目を競うように唱えるが、気がつくと浄土僧は題目を、法華僧は念仏を唱えていた。二人は釈迦の教えに違いの無いことを悟って和解する。

## 解説
出家狂言は仏教や寺社と言う権威に対する風刺を含むもので、頑固で一本気な法華僧と軽妙ながら理屈っぽい浄土僧の対比は、民衆の仏教・僧侶に対するイメージが投影されているとされる。
また、宗論において法華経の「五十展転随喜の功徳」をずいきに掛けて説く法華僧に対して浄土僧が往生本縁経の「一念弥陀仏即滅無量罪」を無量（沢山）の斎の菜に例えて説く様子や、扇で床を叩く動作や寝ているときの仕草、読経のリズムなど表現技法の違いでも法華僧と浄土僧の違いを見せているという。